# Almonacid de la Sierra
Almonacid de la Sierra ist ein Ort und eine Gemeinde (municipio) mit insgesamt 759 Einwohnern (Stand: 2024) im Norden der Provinz Saragossa in der Autonomen Region Aragonien im Nordosten Spaniens.

## Lage und Klima
Almonacid de la Sierra liegt etwa 60 Kilometer südwestlich der Provinzhauptstadt Saragossa in einer Höhe von ca. 600 m. 
Das Klima ist gemäßigt bis warm; der eher spärliche Regen (ca. 395 mm/Jahr) fällt übers Jahr verteilt.

## Bevölkerungsentwicklung
| Jahr      | 1970 | 1981 | 1991 | 2001 | 2011 | 2021 |
| Einwohner | 1160 | 940  | 735  | 861  | 824  | 771  |

## Sehenswürdigkeiten
- Verkündigungskirche (Iglesia de la Anunciacion)
- Kalvarienkapelle
- Reste der Burg
- Rathaus

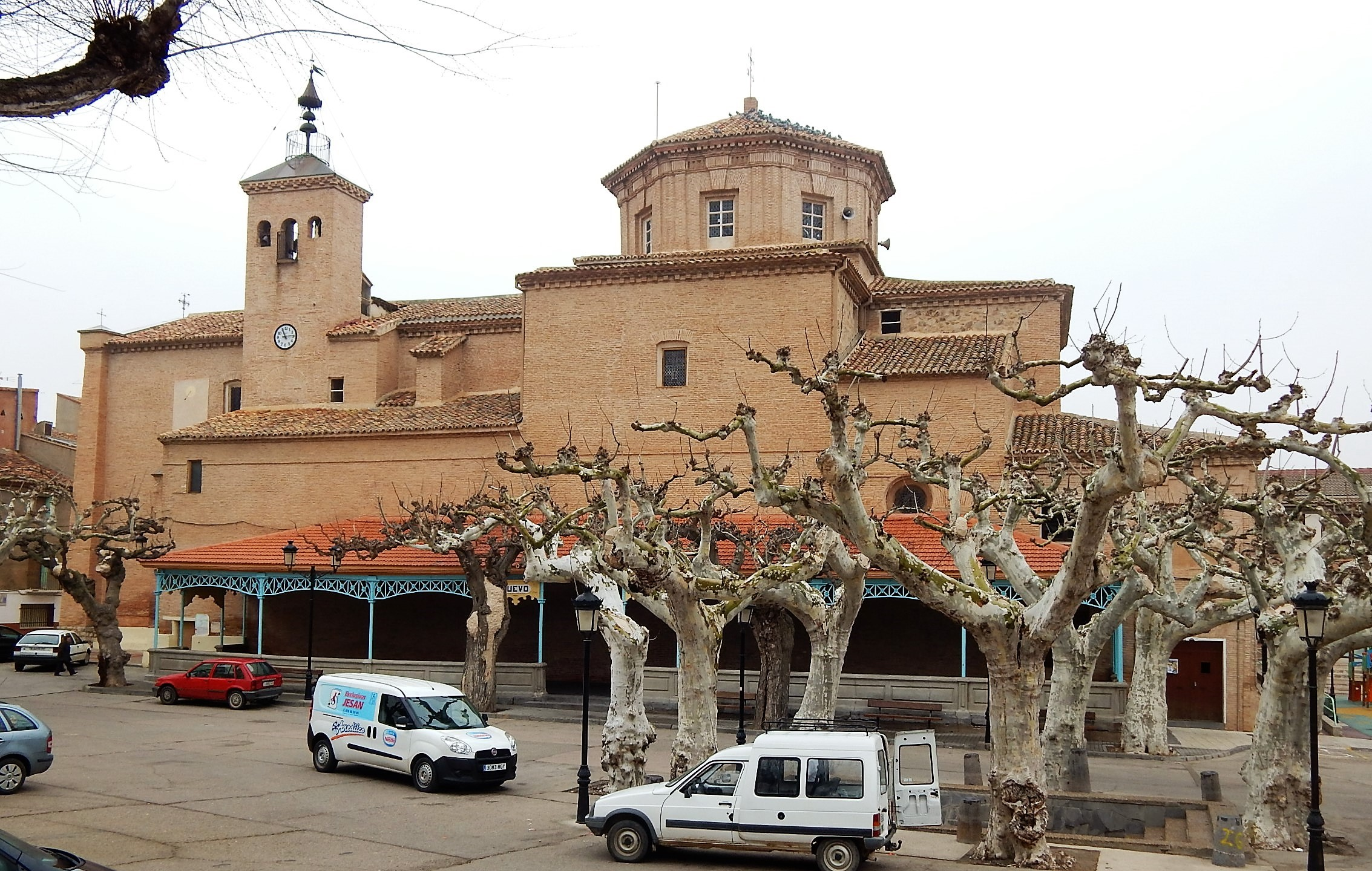
Verkündigungskirche
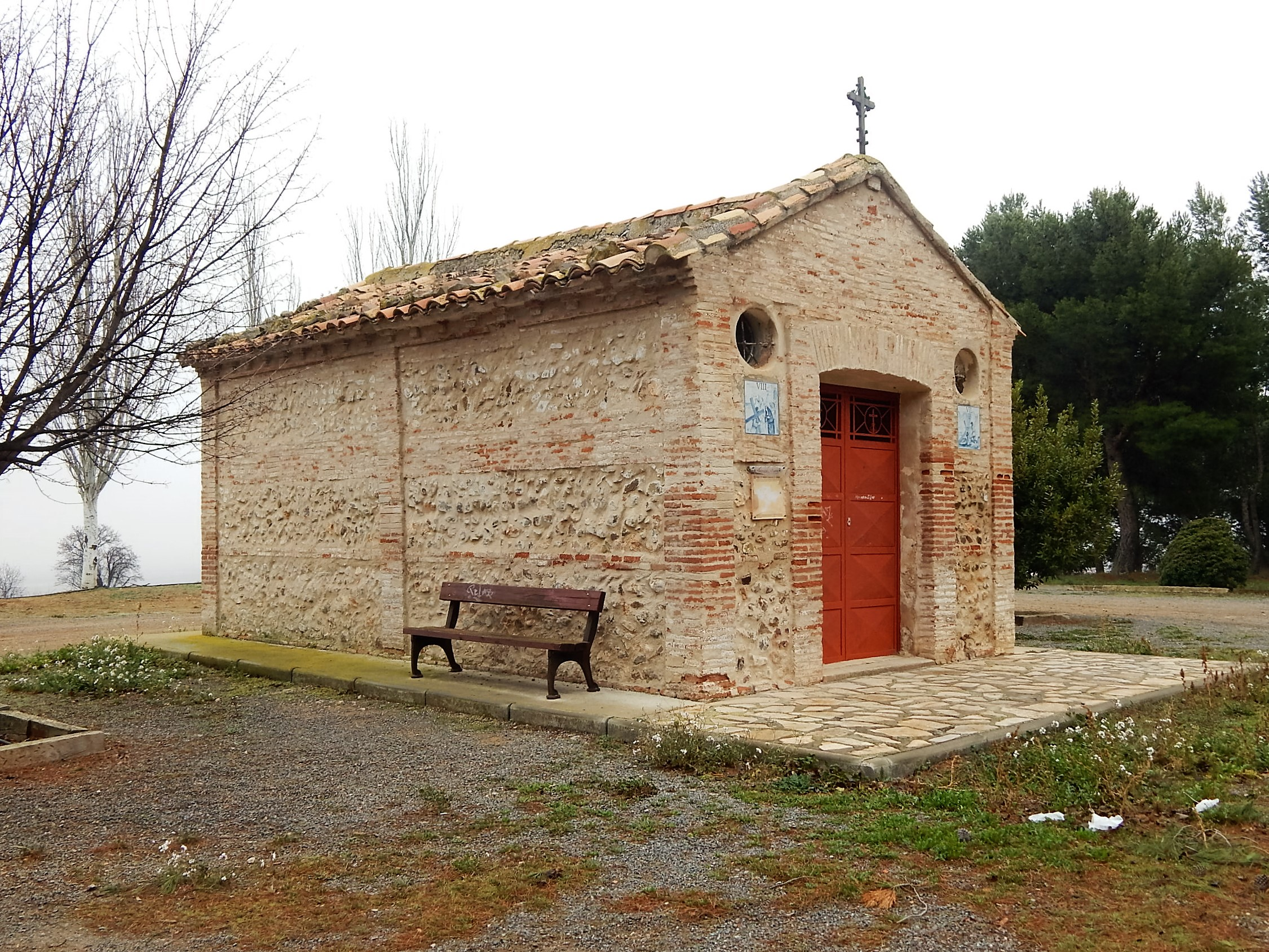
Kalvarienkapelle
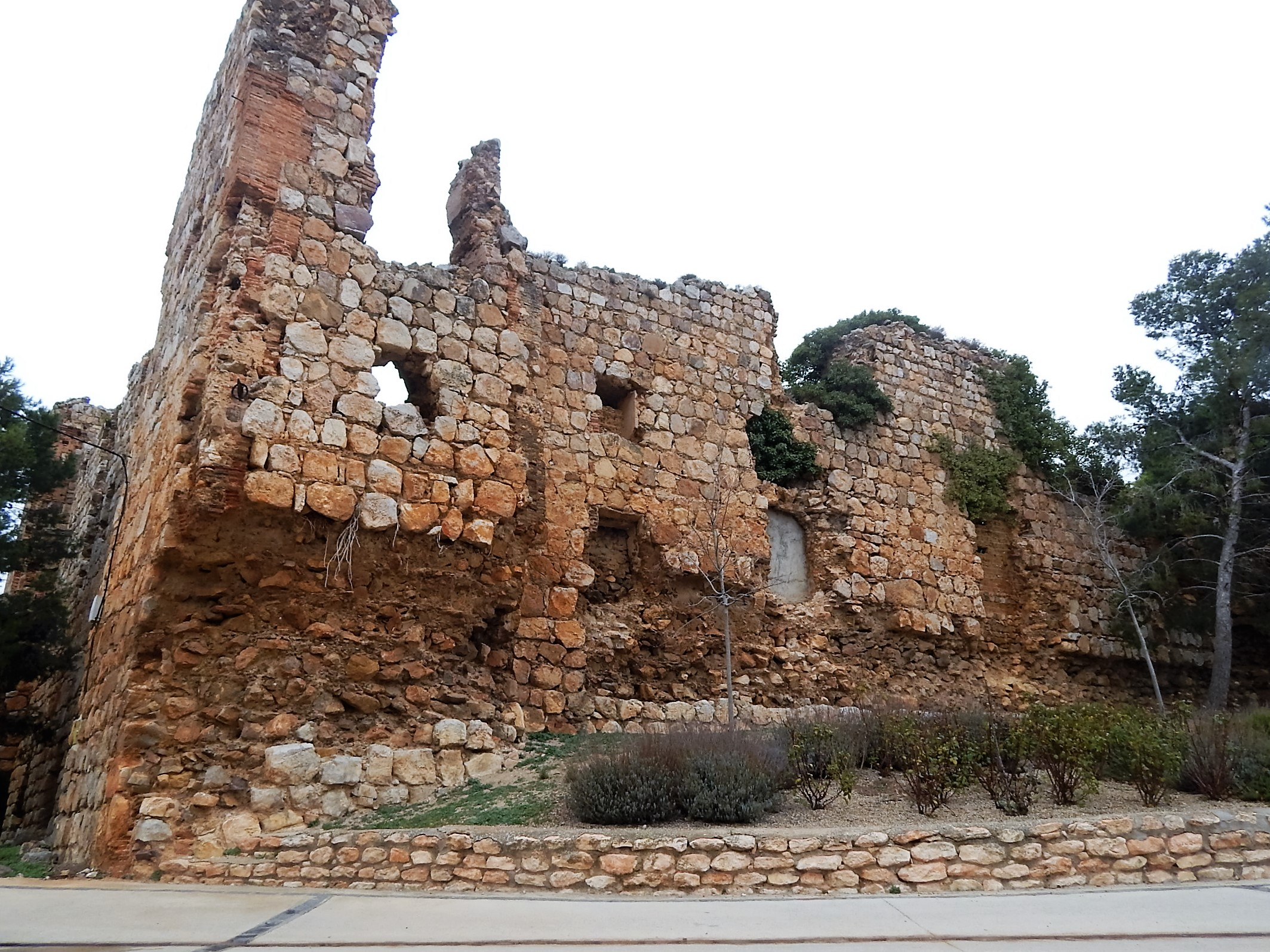
Burgruine
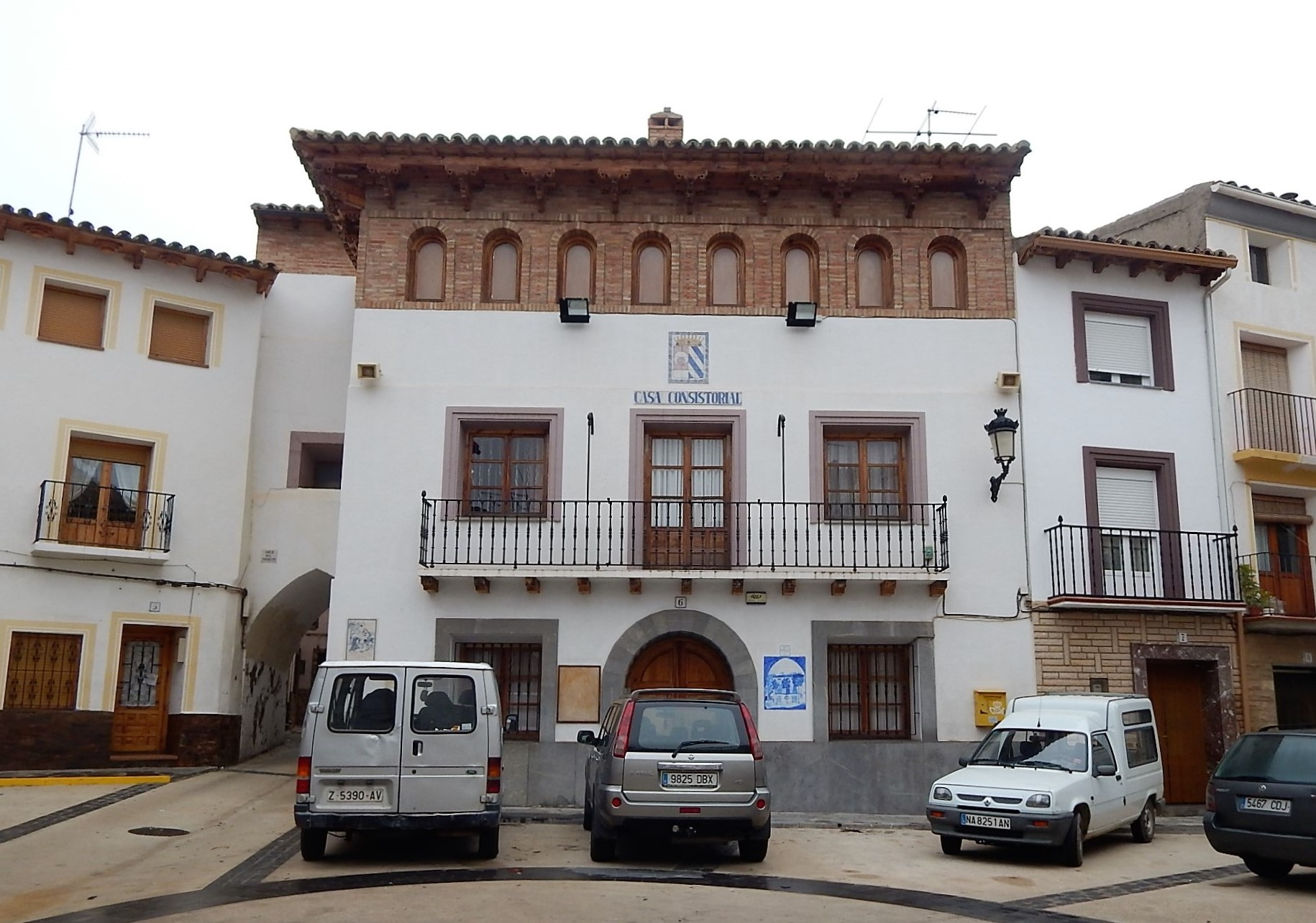
Rathaus

## Persönlichkeiten
- Manuel Segura Lopez (1881–1936), Piaristenpriester, Märtyrer im Spanischen Bürgerkrieg, 1995 selig gesprochen
- Mariano Joven Hernández (1890–1982), Politiker